# Bakumatsu Rock
Bakumatsu Rock (幕末Rock) est une série de jeux vidéo de jeu de rythme développée et éditée par Marvelous AQL. Le premier épisode sort le 27 février 2014 sur PlayStation Portable et le second le 25 septembre 2014 sur PlayStation Portable et PlayStation Vita.
Une adaptation en anime produite par Studio Deen est diffusée du 2 juillet 2014 au 17 septembre 2014 sur Tokyo MX au Japon.

## Personnages
Ryōma Sakamoto (坂本 龍馬, Sakamoto Ryōma)
Shinsaku Takasugi (高杉 晋作, Takasugi Shinsaku) / Cindy
Toshizō Hijikata (土方 歳三, Hijikata Toshizō) / Hijizo
Kogorō Katsura (桂 小五郎, Katsura Kogorō) / Sensei
Sōji Okita (沖田 総司, Okita Sōji) / Sōchin
Naosuke li (井伊 直助)
Yoshinobu Tokugawa (徳川 慶喜, Tokugawa Yoshinobu)
Isami Kondō (近藤 勇, Kondō Isami)
Shōin Yoshida (吉田 松陰, Yoshida Shōin)

## Jeux vidéo
Bakumatsu Rock est un jeu vidéo de rythme se déroulant dans un Japon féodal développé par Marvelous AQL. Le premier épisode est commercialisé au Japon le 27 février 2014 sur PlayStation Portable. Un second épisode, Bakumatsu Rock: Ultra Soul, est commercialisé le 25 septembre 2014 sur PlayStation Portable et PlayStation Vita.

## Manga
L'adaptation en manga est publiée à partir du 28 mars 2014 dans le magazine Monthly Comic Zero Sum de l'éditeur Ichijinsha. Le volume relié est commercialisé le 25 septembre 2014.

## Anime
L'adaptation en anime est annoncée en mars 2014. La série est produite au sein de Studio Deen avec une réalisation de Itsuro Kawasaki et un scénario de Mitsutaka Hirota. La série est diffusée initialement du 2 juillet au 17 septembre 2014 sur Tokyo MX. Un original video animation est commercialisé le 25 septembre 2014 avec le jeu vidéo Bakumatsu Rock: Ultra Soul.

### Liste des épisodes
| No | Titre français         | Titre japonais                            | Titre japonais                            | Date de 1re diffusion |
| No | Titre français         | Kanji                                     | Rōmaji                                    | Date de 1re diffusion |
| -- | ---------------------- | ----------------------------------------- | ----------------------------------------- | --------------------- |
| 01 | Peace Soul! Let’s Rock | ピースソウル! ロックやるぜよ!             | Pīsunsoru! Rōkuyaruzeyo!                  | 2 juillet 2014        |
| 02 |                        | トップアイドル! ライブで暴れるぜよ!       | Tōpuidoru! Raibudeboreruzeyo!             | 9 juillet 2014        |
| 03 |                        | パッション! バイトするぜよ!               | Passhon! Baitosuruzeyo!                   | 16 juillet 2014       |
| 04 |                        | バスライブ! 裸でパッションぜよ!           | Basuraibu! Hadakadepasshonzeyo!           | 23 juillet 2014       |
| 05 |                        | ピースフル! ヘブンズソングヤバいぜよ      | Pīsufuru! Hebenzusonguyabaizeyo!          | 30 juillet 2014       |
| 06 |                        | ロイヤルコンサート! 志士の心が哭けるぜよ! | Roiyarukonsēto! Shishinofugakokuseruzeyo! | 6 août 2014           |
| 07 |                        | ロッカー! バンド組むぜよ!                 | Rokkā! Bandokumimuzeyo!                   | 13 août 2014          |
| 08 |                        | ダークチェリーズ! ロック死すべし!         | Dākucherīzu! Rokkushisubeshi!             | 20 août 2014          |
| 09 |                        | マスク・ザ・ロッカー! ソウルが大事ぜよ    | Masuku·de·Rokkā! Sourugadaijizeyo!        | 27 août 2014          |
| 10 |                        | ソロデビュー! もう一緒にやれねえ!         | Sorodebyū! Moūitoguchiniyarenee!          | 3 septembre 2014      |
| 11 |                        | ヘヴンズソング! クライマックスぜよ        | Hebenzusong! Kuraimakkuzuzeyo!            | 12 septembre 2014     |
| 12 |                        | ウルトラソウル! ロックの夜明けぜよ!       | Urutarasouru! Rokkunoyoakezeyo!           | 19 septembre 2014     |

### OAV
| No | Titre français | Titre japonais                                    | Titre japonais                                  | Date de 1re diffusion |
| No | Titre français | Kanji                                             | Rōmaji                                          | Date de 1re diffusion |
| -- | -------------- | ------------------------------------------------- | ----------------------------------------------- | --------------------- |
| 1  |                | 幕末Rock 湯煙推理劇[ミステリー]! 温泉怪事件ぜよ!! | Bakumatsu Rock: Mystery! Onsen Kaijiken ze yo!! | 25 septembre 2014     |

### Musique
| Générique | Épisodes | Début | Début   | Fin             | Fin             |
| Générique | Épisodes | Titre | Artiste | Titre           | Artiste         |
| --------- | -------- | ----- | ------- | --------------- | --------------- |
| 1         | 1 – 12   | Jack  | vistlip | Zecchō DAYBREAK | Chō Tamashī Dan |